# Friedrich Gerhard Rohlfs
Friedrich Gerhard Rohlfs (Vegesack, Brema, 14 de abril de 1831 — Rüngsdorf, Bad Godesberg, 2 de junho de 1896) foi um geógrafo e explorador alemão.

## Biografia
Foi o primeiro aventureiro europeu a cruzar a África do norte ao sul. Sua rota teve início em Tripoli através do Deserto do Saara, Lago Chade, ao longo do Rio Níger até o Golfo da Guiné, de 1865 a 1867. Foi o segundo explorador europeu que visitou a região do Rio Draa no sul de Marrocos.
Em 1847, Rohlfs percorreu desde o Oásis de Dakhla até Cufra. Em fevereiro, estava a sessenta milhas ao norte de Abu Ballas (Monte Pottery) no Deserto Ocidental, norte da África. Lá, acompanhado de Karl Zittel e do topógrafo Wilhelm Jordan observaram a precipitação de chuva - uma ocorrência rara no deserto, fenômeno que ocorre a cada vinte anos.

## Obras
- "Reise durch Marokko, Übersteigung des großen Atlas. Exploration der Oasen von Tafilelt, Tuat und Tidikelt und Reise durch die große Wüste über Rhadames nach" Tripolis. Norden 1868.
- "Im Auftrage Sr. Majestät des Königs von Preußen mit dem Englischen Expeditionskorps in Abessinien". Bremen 1869.
- "Land und Volk in Afrika". Bremen 1870.
- "Von Tripolis nach Alexandria". volumes 1-2. Norden 1871.
- "Mein erster Aufenthalt in Marokko und Reise vom Atlas durch die Oasen Draa und Tafilelt". Bremen 1873.
- "Quer durch Afrika. Reise vom Mittelmeer nach dem Tschad-See und zum Golf von Guinea". volumes 1 e 2 2. Leipzig 1874-1875.
- "Drei Monate in der libyschen Wüste". Cassel 1875.
- "Beiträge zur Entdeckung und Erforschung Afrikas. Berichte aus den Jahren 1870-1875". Leipzig 1876.
- "Kufra. Reise von Tripolis nach der Oase Kufra, ausgeführt im Auftrage der afrikanischen Gesellschaft in Deutschland". Leipzig 1881.
- "Neue Beiträge zur Entdeckung und Erforschung Afrikas". Cassel 1881.
- "Expedition zur Erforschung der Libyschen Wüste unter den Auspizien Sr. H. d. Chedive von Ägypten im Winter 1874/1875" ausgeführt. Cassel 1883.
- "Meine Mission nach Abessinien. Auf Befehl Sr. Maj. des deutschen Kaisers, im Winter 1880/1881 unternommen". Leipzig 1883.
- "Angra Pequena". Leipzig 1884.
- "Quid novi ex Africa". Kassel 1886.